# جوایز موسیقی بی‌بی‌سی
جوایز موسیقی بی‌بی‌سی جوایز سالانه موسیقی پاپ بی‌بی‌سی است که هر دسامبر به عنوان بزرگداشت دستاوردهای موسیقی طی دوازده ماه گذشته برگزار می‌شود. این رویداد با بخش موسیقی بی‌بی‌سی هماهنگ می‌شود.

## تاریخچه

### ۲۰۱۴
مراسم افتتاحیه جوایز موسیقی بی‌بی‌سی در ۱۱ دسامبر ۲۰۱۴ برگزار شد، که به‌طور همزمان از طریق بی‌بی‌سی وان، رادیو بی‌بی‌سی ۱ و رادیو بی‌بی‌سی ۲ پخش زنده شد این جلسه در مرکز نمایشگاهی ارلز کورت برگزار شد و توسط رادیو بی‌بی‌سی و کریس ایوانز و فرن کاتن ارائه شد.
هنرمندانی که در اولین مراسم اهدای جوایز به اجرای برنامه پرداختند شامل وان دایرکشن، ویل.آی.ام از بلک آید پیز و The Voice UK، جرج ازرا، تیک دت، Labrinth، الا هندرسون و Catfish و Bottlemen بودند.
۴٫۷ میلیون تن این مراسم را از طریق بی‌بی‌سی وان به صورت زنده تماشا کردند.

### ۲۰۱۵
دومین جوایز موسیقی بی‌بی‌سی در ۱۰ دسامبر ۲۰۱۵ برگزار شد. در سال ۲۰۱۵، جایزه بهترین اجرای زنده به هنرمندی اعطا شد که «بی نظیر لحظه زنده» را در بی‌بی‌سی ارائه می‌داد. این رویداد در بیرمنگام و در ورزشگاه جنتینگ آرنا برگزار شد.

### ۲۰۱۶
سومین جوایز موسیقی بی‌بی‌سی در ۲۸ اکتبر اعلام شد که در ۱۲ دسامبر برگزار شد. این رویداد در لندن و در اکس‌سل لندن برگزار شد. دو جایزه جدید با عنوان جایزه سالن اجرای زنده سالن رادیو بی‌بی‌سی ۱ و جایزه آلبوم سال رادیو بی‌بی‌سی ۲ معرفی شدند

### ۲۰۱۷
در ۲۱ نوامبر ۲۰۱۷، بی‌بی‌سی اعلام کرد که چهارمین دوره جوایز موسیقی بی‌بی‌سی بدون برگزاری مراسم اهدای جوایز اجرا می‌شود. این جوایز به عنوان بخشی از موسیقی در سال ۲۰۱۷، برنامه جدید بی‌بی‌سی دو مستقر در استودیو، به میزبانی کلودیا وینکلمن و کلارا آمفو در ۸ دسامبر ارائه شد.
برندگان:
- اجرای زنده سال - فو فایترز در جشنواره گلاستونبری
  - پسر بهتر بشناس در جشنواره گلستونبری
  - شیک در جشنواره گلستونبری
  - حالت Depeche در سالن رقص گلاسکو Barrowland
  - کیتی پری در آخر هفته بزرگ رادیو BBC 1
  - یوتو در تور Joshua Tree 2017
- آلبوم سال - رگ‌ن‌بون من، انسان
  - کالوین هریس، Funk Wav Bounces Vol. 1
  - دوآ لیپا، دوآ لیپا
  - اد شیرن، ÷
  - استورمزی، علائم باند و نماز
  - ایکس‌ایکس، من تو را می‌بینم
- هنرمند سال - استورمزی
  - اد شیرن
  - هری استایلز
  - کندریک لامار
  - لرد
  - رگ‌ن‌بون من

## اجراها
| سال  | اجراها (از نظر زمانی) |
| ---- | --- |
| ۲۰۱۴ | کلدپلی، Labrinth، الا هندرسون، کلین بندیت، Love Ssega، جس گلین، جرج ازرا، Gregory Porter، وان دایرکشن، اد شیرن، کالوین هریس، جان نیومن، الی گولدینگ، Catfish and the Bottlemen، پالوما فیت، Sigma، تیک دت، ویل.آی.ام، کودی وایز، تام جونز و ارکستر کنسرت BBC |
| ۲۰۱۵ | وان دایرکشن، الی گولدینگ، استریوفونیکس، هوزیر، لیتل میکس، اومی، جس گلین، خلیج جیمز، Jack Garratt , The Shires , Paul Heaton , Jacqui Abbott، یرز اند یرز، فیتلس و راد استوارت                                                                                |
| ۲۰۱۶ | The 1975، لوکاس گراهام، املی سانده، کلدپلی، جان لجند، ایزی بیزو، کایزر چیفز، کریگ دیوید، سارا لارشن و رابی ویلیامز |